# 永恆艾莉絲工坊
永恆艾莉絲工坊是一家位於台灣台中市的色情遊戲開發商和發行商，代表作有《冥婚交友中心》和《赫雷斯的角鬥場》。

## 歷史
永恆艾莉絲工坊的創始人許逸倫曾在遊戲公司和動畫公司任職，2018年9月電子遊戲數位發行平台Steam開放成人遊戲上架，讓許逸倫萌生開設獨立遊戲工作室開發成人遊戲的念頭。2019年許逸倫從銀行貸款200萬新台幣建立了「永恆艾莉絲工坊」，公司註冊名稱為「永恆艾莉絲工坊有限公司」。早期工作室以众筹方式啟動首個專案《莉莉的旅途》，首部發行作品《魅魔新妻》則在三個月內，以50萬新台幣的成本完成，2020年推出《赫雷斯的角鬥場》也獲得較好的商業表現。接著永恆艾莉絲工坊和非魚團隊合作開發《冥婚交友中心》，為了提高作品遊戲性，工作室擴大了開發團隊，員工人數從2人增加到17人，其中有8人負責美術。為了維持擴大的團隊，工作室需要採用敏捷開發模式，每年至少推出兩款遊戲。
2021年，美國佔據永恆艾莉絲工坊作品銷量的三成，其次是台灣地區佔銷量四分之一。為了發展中國大陸市場工作室將新專案《劍俠·風塵戀曲》作品題材定為武俠和採取遊戲本體全年齡發行，成人內容以追加下載內容另外發佈。2022年永恆艾莉絲工坊開始幫助台灣本土成人遊戲開發團體發行遊戲，發展代理遊戲業務。同年也推出《赫雷斯的角鬥場II》和《精靈之妊》兩部作品。2023年由於資金不足等問題，1月份許逸倫就預告工作室在完成開發中的專案《劍俠·風塵戀曲》後就解散團隊。同年5月7日許逸倫在Facebook上宣佈永恆艾莉絲工坊解散，同時開放《莉莉的旅途》的募資退款。
公司解散後，許逸倫本打算維持同人社團規模繼續經營。在其他同行創作者的的鼓勵下，建立新公司「Work To Night. 沃兎奈」。及後，公司對外發行作品繼續使用「永恆艾莉絲工坊」名義，沃兎奈則作為開發部門。

## 發行遊戲
如備註沒說明，永恆艾莉絲工坊為作品唯一開發者。
| 遊戲名稱                                 | 發售日期       | 備註                 |
| ---------------------------------------- | -------------- | -------------------- |
| 《魅魔新妻》                             | 2019年11月27日 | [ 12 ]               |
| 《赫雷斯的角鬥場》                       | 2020年7月17日  | [ 12 ]               |
| 《冥婚交友中心》                         | 2022年2月8日   | 與非魚團隊聯合開發   |
| 《赫雷斯的角鬥場Ⅱ》                      | 2022年4月29日  | [ 8 ]                |
| 《幸福的二人房》                         | 2022年9月29日  | Connection開發       |
| 《精靈之妊 -用懷孕征服所有傲慢的精靈-》  | 2022年11月16日 | [ 9 ]                |
| 《劍俠·風塵戀曲》                        | 2023年4月28日  | [ 12 ]               |
| 《荒島 X 愛 X 求生》                     | 2024年6月26日  | 無人島觀光促進會開發 |
| 《抓到冒險者醬了！～Live2D觸手模擬器～》 | 2024年6月28日  | No.7 Void Mine開發   |
| 《赫雷斯的角鬥場Ⅲ》                      | 2025年6月24日  | 沃兔奈游戏名義開發   |
| 《莉莉的旅途》                           | 待公布         | [ 4 ]                |

## 外部連結
- 永恆艾莉絲工坊的Facebook專頁